# Messerschmitt Me 309
Messerschmitt Me 309 – prototypowy, niemiecki samolot myśliwski zaprojektowany we wczesnych latach II wojny światowej.
Miał zastąpić dotychczas używany model Bf 109. Pomimo że zastosowano w nim wiele innowacji (m.in. hermetyzowana kabina, podwozie z kółkiem przednim), projekt został zarzucony w połowie 1943 na korzyść lepiej zapowiadającego się samolotu Focke-Wulf Fw 190. Wyprodukowano cztery egzemplarze prototypowe. Na jego podstawie opracowywano samolot Me 509.